# Ursula Lenker
Ursula Lenker (* 20. Juli 1963 in Peißenberg) ist eine deutsche Anglistin.

## Leben
Von 1982 bis 1988 studierte sie Anglistik und katholische Religionslehre an der LMU München (1988 Abschlüsse: Magister Artium und 1. Staatsexamen für das Lehramt an Gymnasien). Nach dem Referendariat (1989–1991, Lehramt an Gymnasien: 2. Staatsexamen) und der Promotion 1995 Dr. phil. bei Helmut Gneuss war sie von 2007 bis 2013 W3-Professorin für Englische Sprachwissenschaft an der KU Eichstätt-Ingolstadt. Seit 2013 ist sie W3-Professorin für Englische Sprachwissenschaft und Literatur des Mittelalters an der LMU München.

## Schriften (Auswahl)
- Die westsächsische Evangelienversion und die Perikopenordnungen im angelsächsischen England. München 1997, ISBN 3-7705-3185-X.
- als Herausgeberin mit Anneli Meurman-Solin: Connectives in the History of English. Amsterdam 2007, ISBN 978-90-272-4798-8.
- Argument and rhetoric. Adverbial connectors in the history of English. Berlin 2010, ISBN 978-3-11-020558-9.
- als Herausgeberin mit Lucia Kornexl: Anglo-saxon micro-texts. Berlin 2019, ISBN 3-11-062943-7.